# Sociedad Española de Historia de la Medicina
La Sociedad Española de Historia de la Medicina (SEHM) es una asociación científica que agrupa a los profesionales que dedican su labor académica preferentemente a la historia de la Medicina. 
Fue fundada en 1959 y tiene como fines estatutarios: "cultivar y fomentar el estudio y mejor conocimiento de la historia de la enfermedad, así como del saber y de la práctica de la medicina y de las ciencias de la salud".

## Premios
Desde 1963, la SEHM convoca el premio Hernández Morejón a la mejor tesis doctoral de tema histórico-médico, que lleva el nombre del médico e historiador de la medicina ilustrado Antonio Hernández Morejón (1773-1836). 
Además, desde 2016, se han creado dos nuevos premios: al mejor trabajo de fin de grado y al mejor trabajo de fin de máster.

## Congresos y simposios
Desde 1963 y de forma trienal, la Sociedad convoca un congreso nacional de Historia de la Medicina. 

## Enlaces de interés
- Página web de la SEHM